# Марковское ограждение

В байесовской сети марковское ограждение узла A включает родительские узлы, детей и других родителей всех детей узла.

Марковское ограждение для узлов в графовой модели содержит все переменные, которые ограждают узел от остальной сети. Это означает, что марковское ограждение узла является единственным знанием, необходимым для предсказания поведения узла и его детей. Термин ввёл Джуда Перл в 1988.
В байесовской сети значения родителей и детей узла очевидно дают информацию об узле. Однако родителей его детей также нужно включать, поскольку их можно использовать для объяснения рассматриваемого узла. В марковской сети марковское ограждение для узла — это просто его смежные узлы.
Марковское ограждение для узла {\displaystyle A} в байесовской сети — это набор узлов {\displaystyle \partial A}, состоящий из родителей {\displaystyle A}, его детей и других родителей его детей. В марковской сети марковское ограждение узла состоит из множества его соседей. Марковское ограждение узла A может также обозначаться как {\displaystyle \operatorname {MB} (A)}.
Любое множество узлов в сети условно независимы от {\displaystyle A}, если оно зависит от  множества {\displaystyle \partial A}, то есть, когда оно зависит от марковского ограждения узла {\displaystyle A}. Вероятность имеет марковское свойство. Формально, для различных узлов {\displaystyle A} и {\displaystyle B}:
{\displaystyle \Pr(A\mid \partial A,B)=\Pr(A\mid \partial A).\!}